# Vùng Ngũ Đại Hồ

Các tiểu bang Ngũ Đại Hồ của Hoa Kỳ được biểu thị bằng màu đỏ.

Bản đồ lưu vực Ngũ Đại Hồ.

Vùng Ngũ Đại Hồ hay Vùng Hồ Lớn (tiếng Anh: Great Lakes region) bao gồm tỉnh bang Ontario của Canada, và tám tiểu bang Hoa Kỳ là Ohio, Michigan, Indiana, Illinois, Wisconsin, Minnesota, New York, và Pennsylvania. Vùng này có các ranh giới với Ngũ Đại Hồ và hình thành một nền kinh tế, chính trị, văn hoá và lịch sử lưỡng quốc đặc biệt.
Lưu vực Ngũ Đại Hồ là một định nghĩa địa chất tương ứng. Nó nhỏ hơn nhiều so với những ranh giới địa chính trị mà các tỉnh bang và tiểu bang định nghĩa vì lưu vực chứa nước của Ngũ Đại Hồ bị thu hẹp lại bởi những vùng rút nước hữu hiệu hơn lân cận thuộc lưu vực Vịnh Hudson và các khu vực rút nước của hệ thống sông Mississippi-Ohio và Hudson-Mohawk.
Lần đầu tiên kể từ khi vùng này bị đế quốc thực dân Pháp và sau đó là đế quốc Anh cai trị, Vùng Ngũ Đại Hồ có một chính quyền vùng chính thức. Uỷ ban Ngũ Đại Hồ, hiện nay được 8 tiểu bang Mỹ và tỉnh bang Ontario cho phép, được cả hai chính phủ Canada và Hoa Kỳ phê chuẩn, cuối cùng đã thiết lập được một vùng mà theo ý nghĩa về kinh tế, chính trị, ngoại giao, sinh thái và địa lý được gọi là vùng lưỡng quốc đặc biệt.

## Vùng
Vùng Ngũ Đại Hồ khá đặc biệt vì những đóng góp nổi bật lịch sử về kinh tế chính trị, kỹ thuật và văn hoá. Trong số những điểm nổi bật nhất là kinh tế và chính quyền dân chủ; phát minh và sản xuất công nghiệp các máy móc nông cơ, xe hơi, kiến trúc thương mại và giao thông.
Về mặt địa lý, nó đặc biệt vì những tài nguyên thiên nhiên như nước ngọt, mỏ sắt, than, đồng, gỗ và thực phẩm.
Các hồ chứa khoảng một phần 5 nước ngọt của thế giới. Vùng này có nhiều quặng khoáng chất như sắt, đặc biệt trong Dãy núi Mesabi của Minnesota và trong vùng bán đảo phía trên của Michigan; than anthracite ở khắp từ miền tây Pennsylvania đến miền nam Illinois. Than và sắt dồi dào là nguồn cung cấp vật liệu cơ bản cho ngành sản xuất thép lớn nhất thế giới trong nữa cuối thế kỷ 19 và suốt thế kỷ 20. Đất của vùng màu mở và vẫn còn sản xuất ra số lượng lớn ngũ cốc và bắp.

## Thành phố
Các thành phố lớn của Hoa Kỳ
- Buffalo, New York
- Chicago, Illinois
- Cleveland, Ohio
- Columbus, Ohio (không nằm trong lưu vực Ngũ Đại Hồ)
- Detroit, Michigan
- Indianapolis, Indiana (không nằm trong lưu vực Ngũ Đại Hồ)
- Milwaukee, Wisconsin
- Minneapolis, Minnesota (không nằm trong lưu vực Ngũ Đại Hồ)
- Rochester, New York
- Toledo, Ohio

Các thành phố lớn của Canada
- Hamilton, Ontario
- Toronto, Ontario
- Sarnia, Ontario
- Thunder Bay, Ontario
- Windsor, Ontario

Các thành phố và thị trấn quan trọng khác trong vùng
| - Akron, Ohio - Battle Creek, Michigan - Duluth, Minnesota - Erie, Pennsylvania - Evanston, Illinois - Fort Wayne, Indiana - Gary, Indiana - Grand Rapids, Michigan - Green Bay, Wisconsin - Kalamazoo, Michigan - Kenosha, Wisconsin - Kingston, Ontario - Lansing, Michigan - London, Ontario - Niagara Falls, New York | - Niagara Falls, Ontario - Racine, Wisconsin - St. Catharines, Ontario - Sault Ste. Marie, Michigan - Sault Ste. Marie, Ontario - South Bend, Indiana - St. Paul, Minnesota - Superior, Wisconsin - Syracuse, New York - Windsor, Ontario - Youngstown, Ohio |